# Экспериментальный реактор-размножитель II

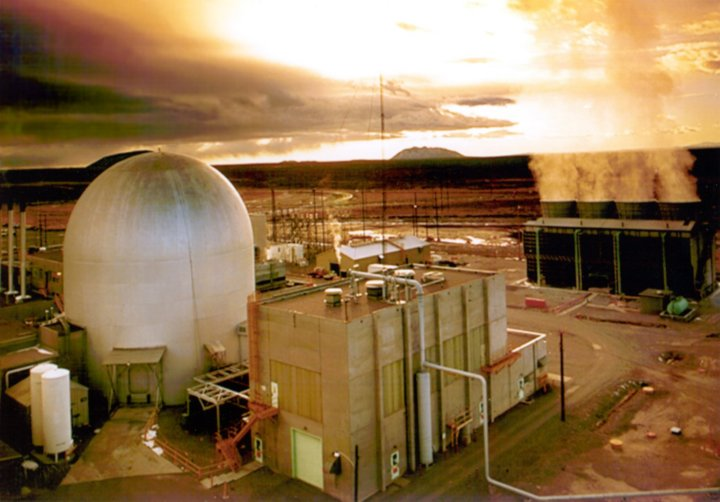
Экспериментальный реактор-размножитель II

Экспериментальный реактор-размножитель-II (англ. Experimental Breeder Reactor-II, EBR-II) — быстрый реактор с натриевым охлаждением, спроектированный, построенный и эксплуатировавшийся Аргоннской национальной лабораторией на Национальной испытательной станции реакторов в Айдахо (США). Закрыт в 1994 году.
Первоначальная эксплуатация началась в июле 1964 года, а критическое состояние было достигнуто в 1965 году. Общая стоимость составила более 32 миллионов долларов США (297 миллионов долларов США в долларах 2022 года). Первоначальный акцент при проектировании и эксплуатации EBR-II заключался в демонстрации полной энергетической установки — реактора-размножителя с переработкой твердого металлического топлива на месте.
Топливные элементы, обогащенные примерно до 67% урана-235, были запечатаны в трубки из нержавеющей стали и удалены, когда они достигли обогащения примерно 65%. Трубки вскрывали и обрабатывали для удаления нейтронных поглотителей, которые были смешаны со свежим ураном-235 для повышения обогащения и помещены обратно в реактор.
Испытания исходного цикла размножителя продолжались до 1969 года, после чего реактор использовался для проверки концепции интегрального быстрого реактора. В этой роли высокоэнергетическая нейтронная среда активной зоны EBR-II использовалась для испытаний топлива и материалов для будущих, более крупных жидкометаллических реакторов. В рамках этих экспериментов в 1986 году EBR-II подвергся экспериментальной остановке, имитирующей полный отказ насоса охлаждения. Он продемонстрировал свою способность самостоятельно охлаждать топливо за счет естественной конвекции натриевого теплоносителя в период остаточного нагрева после остановки. Реактор использовался в качестве поддержки интегрального быстрого реактора и во многих других экспериментах, пока не был выведен из эксплуатации в сентябре 1994 года.
При работе на полную мощность, которой он достиг в сентябре 1969 года, EBR-II производил около 62,5 мегаватт тепла и 20 мегаватт электроэнергии посредством обычной трехконтурной паровой турбины и третичной градирни с принудительной подачей воздуха. За время своего существования реактор выработал более двух миллиардов киловатт-часов электроэнергии, обеспечивая большую часть электричества и тепла для объектов Аргоннской национальной лаборатории.

## Устройство
Топливо реактора состоит из урановых стержней диаметром 5 миллиметров и 33 см (13 ″) в длину. Уран-235 первоначально обогащен до 67%. После удаления стержней его концентрация падает примерно до 65%. Стержни также содержали 10% циркония. Каждый топливный элемент помещен внутри тонкостенной трубки из нержавеющей стали вместе с небольшим количеством металлического натрия. Трубка заварена сверху, образуя блок 73 см (29 ″) в длину. Назначение натрия — выполнять функцию теплоносителя. Поскольку уран подвергается делению, в нем образуются трещины, а натрий заполняет пустоты. Он выделяет важный продукт деления, цезий-137, и, следовательно, становится чрезвычайно радиоактивным. Полость над ураном собирает газы деления, в основном криптон-85.

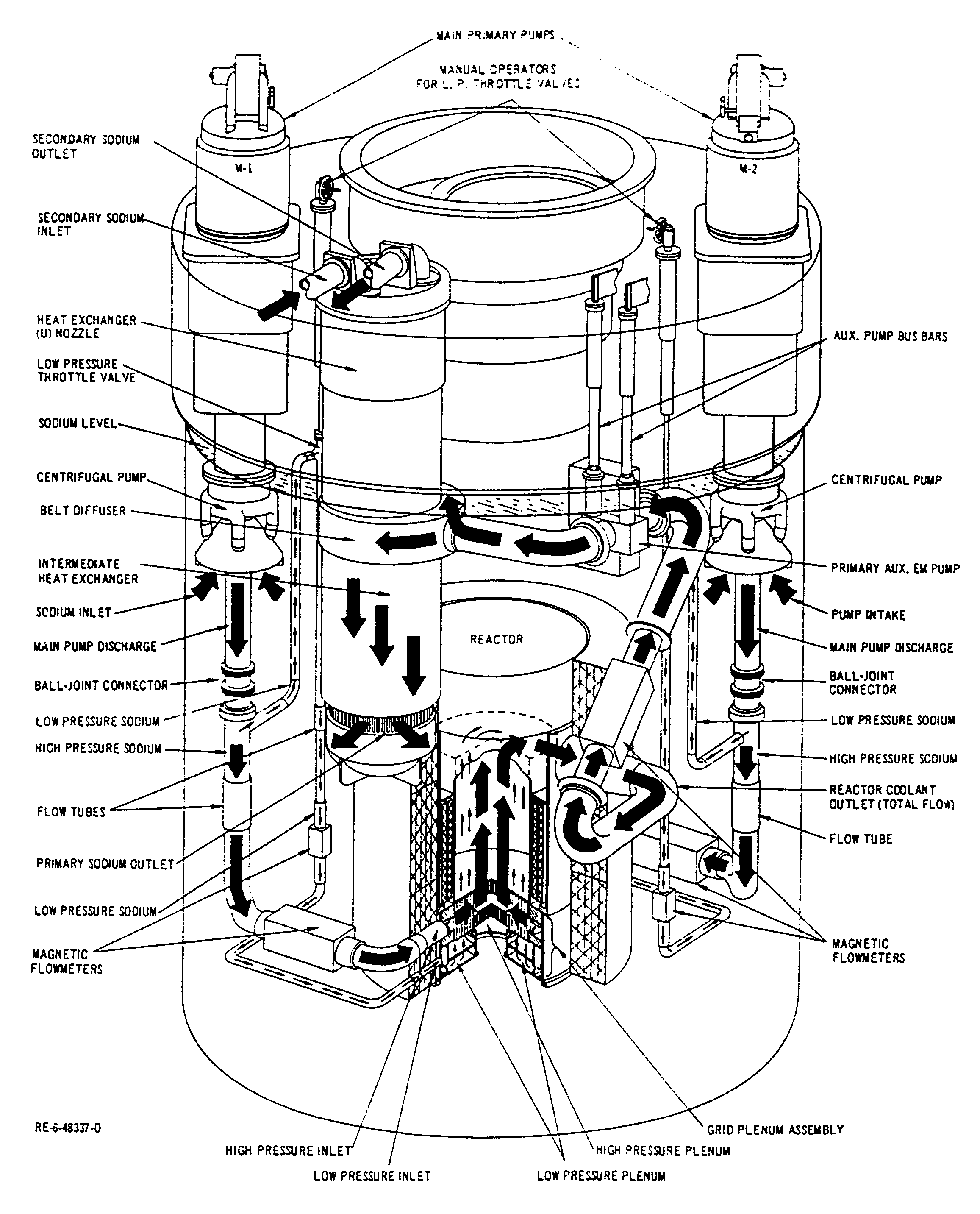
Чертеж корпуса реактора ЭБР-II

Группы штифтов внутри шестиугольных кожухов из нержавеющей стали 234 см (92 ″) в длину собраны в виде сот; в каждой единице около 4,5 кг (9,9 фунта) урана. Всего в ядре содержится около 308 кг (680 фунтов) уранового топлива. Это устройство называется драйвером.
Активная зона EBR-II может вместить до 65 экспериментальных узлов для испытаний на облучение и эксплуатационную надежность, заправленных разнообразным металлическим и керамическим топливом — оксидами, карбидами или нитридами урана и плутония, а также металлическими топливными сплавами, такими как уран-плутониевое-циркониевое топливо.

## Пассивная безопасность
Конструкция реактора бассейнового типа EBR-II обеспечивает пассивную безопасность: активная зона реактора, его оборудование для обращения с топливом и многие другие системы реактора погружены в расплавленный натрий. Обеспечивая жидкость, которая легко проводит тепло от топлива к охлаждающей жидкости и работает при относительно низких температурах, EBR-II максимально использует преимущества охлаждающей жидкости, топлива и конструкции во время нестандартных событий — роста температуры. Расширение топлива и конструкции в нестандартной ситуации приводит к отключению системы даже без вмешательства оператора. В апреле 1986 года на EBR-II были проведены два специальных испытания, в ходе которых главные насосы первого контура были отключены при работе реактора на полную тепловую мощность 62,5 мегаватт. Не допуская вмешательства обычных систем останова, мощность реактора упала почти до нуля примерно за 300 секунд. Никаких повреждений топлива или реактора не произошло.
В тот же день за этой демонстрацией последовало еще одно важное испытание. Когда реактор снова заработал на полную мощность, поток во вторичной системе охлаждения был остановлен. Это испытание привело к повышению температуры, поскольку теплу реактора было некуда выходить. Когда система охлаждения первого контура (реактора) стала более горячей, топливо, натриевый теплоноситель и конструкция расширились, и реактор остановился. Это испытание показало, что он отключится из-за присущих ему особенностей, таких как тепловое расширение, даже когда потеряна способность отводить тепло от основной системы охлаждения.

## Вспомогательные объекты

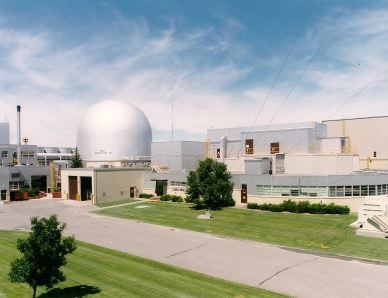
EBR-II, установка подготовки топлива

Цель EBR-II — демонстрация работы электростанции на быстрых нейтронах с натриевым теплоносителем и переработкой металлического топлива на месте. Для достижения переработки на месте установка EBR-II была частью комплекса следующих устройств:
- Установка для переработки и обработки отработавшего топлива EBR-II и других реакторов с использованием электрорафинёра для электрометаллургической обработки отработавшего топлива.
- Завод по производству металлических твэлов.
- Центр исследования горячего топлива: комплекс «горячих камер» для удаленного обращения и исследования высокорадиоактивных материалов.
- Установка по переработке натрия реактивного натрия в низкоактивные отходы.

## Вывод из эксплуатации
EBR-II сейчас разгружен от топлива. Деятельность по закрытию EBR-II также включала обработку выгруженного отработавшего топлива с использованием процесса электрометаллургической обработки топлива на установке подготовки топлива, расположенной рядом с EBR-II. Процесс очистки EBR-II включал удаление и обработку натриевого теплоносителя, очистку натриевых систем EBR-II и приведение деактивированных компонентов и конструкции в безопасное состояние.
Реактор был остановлен в сентябре 1994 года. Начальный этап работ по выводу из эксплуатации (выгрузка топлива из реактора) был завершен в декабре 1996 года. С 2000 года до марта 2001 года охлаждающие жидкости были удалены и переработаны. Третьим и заключительным этапом работ по выводу из эксплуатации стало приведение систем в радиологическое и промышленно безопасное состояние.
Реактор был передан Национальной лаборатории Айдахо после ее основания в 2005 году.
В период с 2012 по 2015 год некоторые компоненты подземного реактора были удалены. Стоимость демонтажных работ в здании реактора составила около 25,7 миллионов долларов США. Подвал с реактором был залит раствором. Трехлетний проект дезактивации и захоронения обошелся в 730 миллионов долларов. На более позднем этапе большой бетонный купол, окружающий реактор EBR-II, предполагалось, будет демонтирован, а на оставшуюся конструкцию будет установлен бетонный колпак. В 2018 году планы изменились. Снос купола остановили, а в 2019 году залили новый пол и покрасили купол свежей краской, чтобы подготовить здание к промышленному использованию.  
Здание было решено использовать для исследовательского центра на вершине затопленного реактора. Купол является неотъемлемой частью захоронения реактора наряду с «Программой долгосрочного управления и контроля всей Зоны» (Site-Wide Long-Term Management and Control Program). Использование этого объекта будет носить промышленный характер в течение 100 лет и, вероятно, в дальнейшем в неопределенном будущем.

## Интегральный быстрый реактор
EBR-II явился прототипом интегрального быстрого реактора (IFR), который должен был стать преемником EBR-II. Программа IFR началась в 1983 году, но финансирование было прекращено Конгрессом США в 1994 году, за три года до предполагаемого завершения программы.

## Внешние ссылки
- EBR-II на веб-сайте «Реакторы, спроектированные Аргоннской национальной лабораторией».
- Экспериментальный реактор-размножитель-II (21 МБ) Леонард Дж. Кох